# شافي (مخرج)
شافي (بالإنجليزية: Shafi)‏ هو كاتب سيناريو ومخرج هندي، ولد في 18 فبراير 1968 في إرناكولام في الهند.

## وصلات خارجية
- شافي على موقع IMDb (الإنجليزية)
- شافي على موقع قاعدة بيانات الفيلم (الإنجليزية)